# Vårtkråkor
Vårtkråkor (Callaeidae) är en liten familj fåglar endemisk för Nya Zeeland. 

## Släkten och arter
Familjen innehåller tre monotypiska släkten med sammanlagt fem arter, varav en är utdöd och ytterligare en kategoriseras som akut hotad:
- Släkte Callaeas
  - Nordökokako (Callaeas wilsoni)
  - Sydökokako (Callaeas cinereus) – akut hotad, möjligen utdöd
- Släkte Philesturnus
  - Nordövårtkråka (Philesturnus rufusater)
  - Nordökokako (Philesturnus carunculatus)
- Släkte Heteralocha
  - Huia (Heteralocha acutirostris) – utdöd

## Släktskap
Familjen verkar vara en kvarleva av en tidig expansion av tättingar till Nya Zeeland. Arterna har inga nära släktingar och deras mer avlägsna släktskaper är fortfarande okända.

## Ekologi
De tre till fyra nu levande arterna är marklevande sångfåglar, 26–38 cm långa. De bor i täta skogar, där de livnär sig på insekter. De har starka ben och fjäderlösa skinnflikar under näbben. Vingarna är rundade och vanligen svaga, vilket ger dem mycket begränsad flygförmåga. De är monogama och håller permanenta revir.

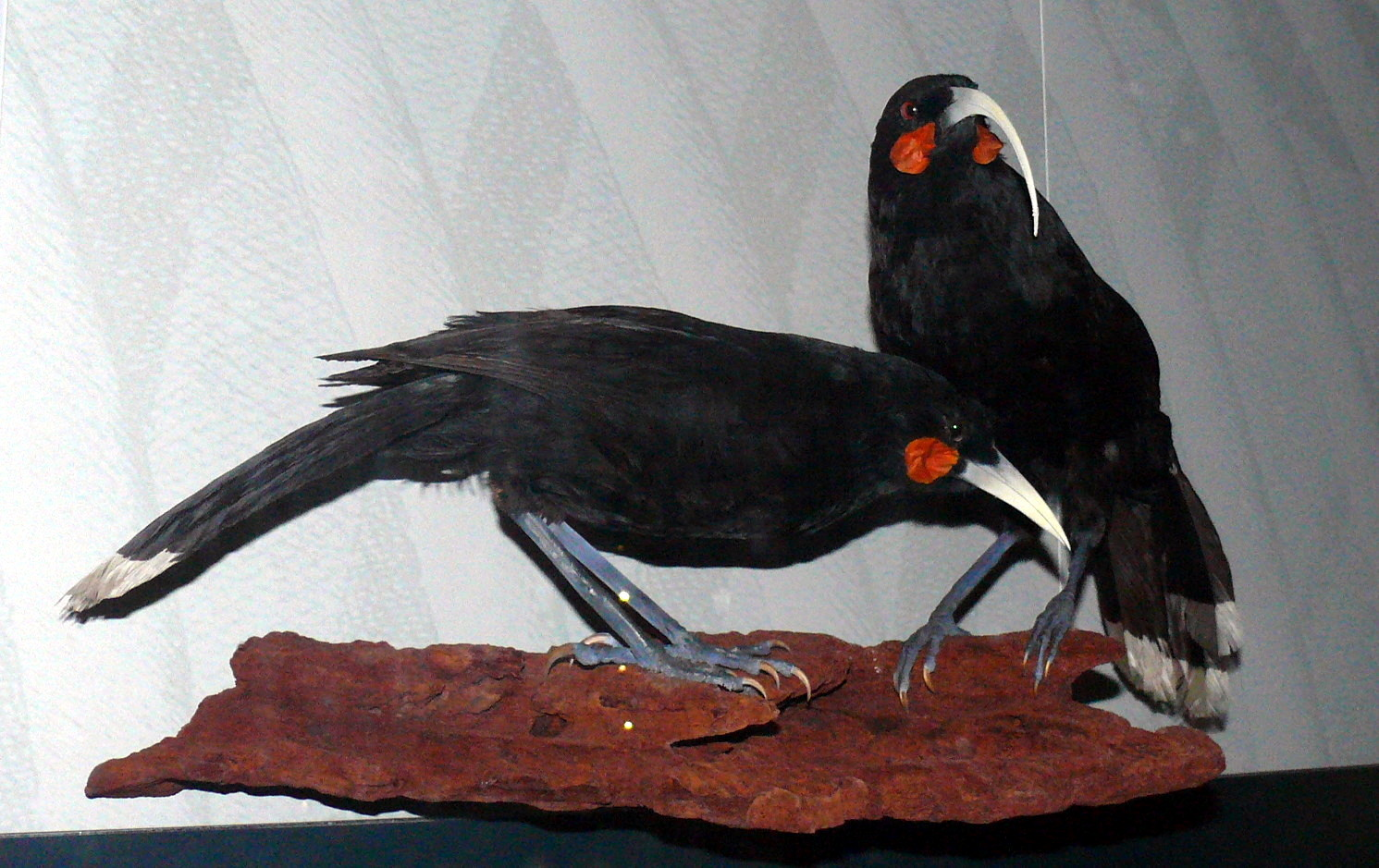
Huja (Heteralocha acuitirostris) – utdöd
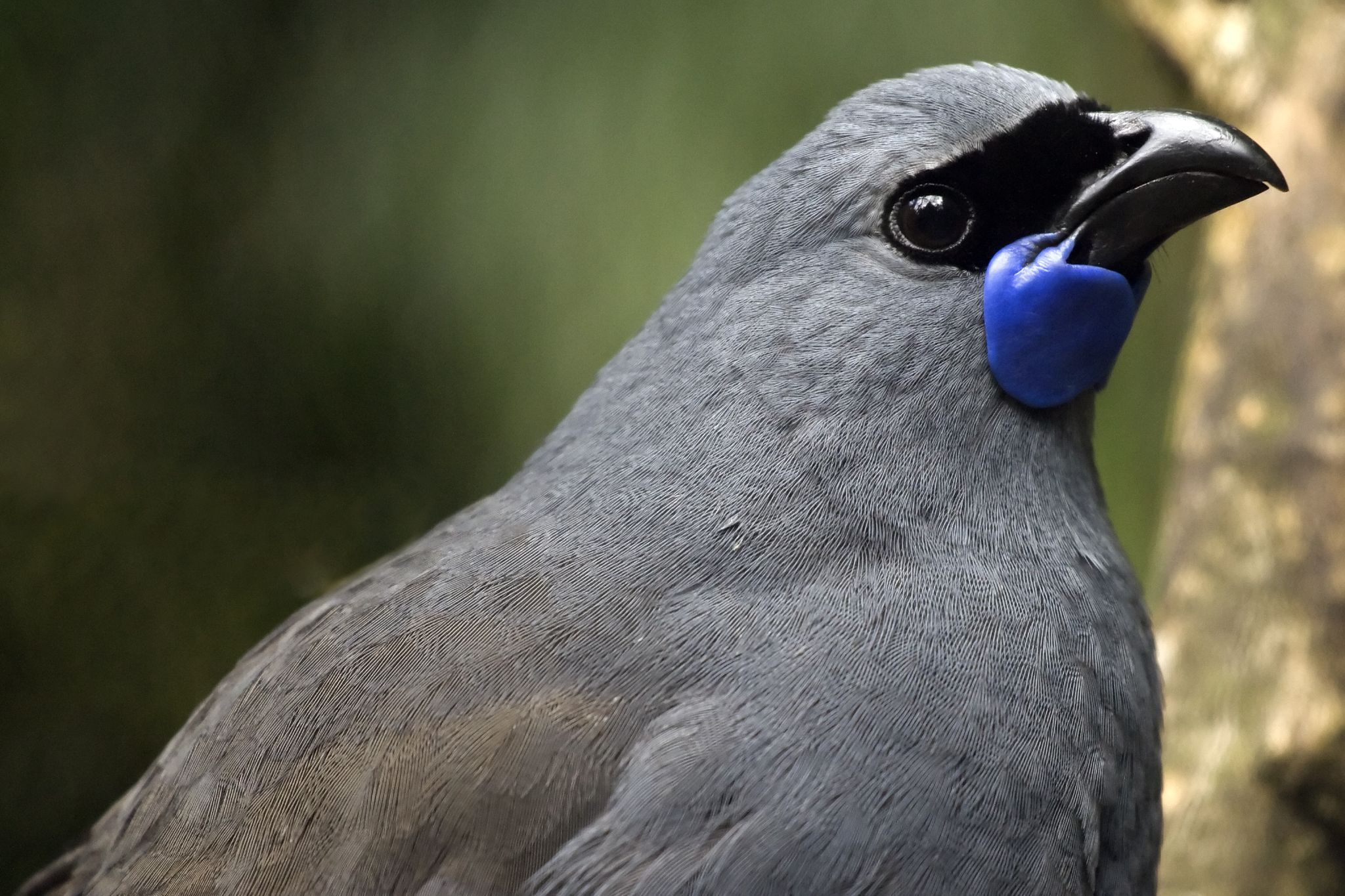
Nordökokako (Callaeas wilsoni)
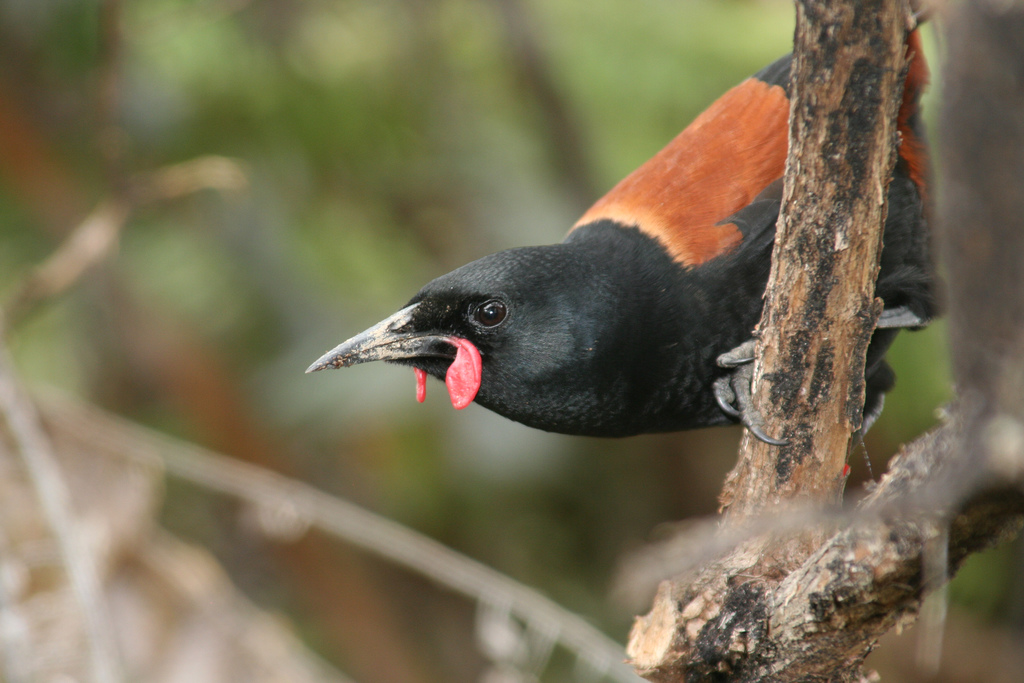
Nordövårtkråka (Philesturnus rufusater)

## Hot
Arterna i familjen hotas främst av predation från introducerade däggdjursarter som råttor, mårddjur och klätterpungdjur. 